# Prinzenweiher
Der Prinzenweiher ist ein kleiner Weiher in Saarbrücken. Er wird vom nordöstlich kommenden Meerbach gespeist.

## Lage
Der Weiher liegt im Stadtteil St. Johann im Bezirk Rotenbühl, direkt an der Straße Meerwiesertalweg bei der Jugendherberge. Östlich des Prinzenweihers liegt noch der kleinere Meerweiher. Zwischen beiden Weihern liegt ein 3.600 m² großer Kinderspielplatz, der 2004 saniert wurde. Folgt man dem Wanderweg am Weiher in nordöstliche Richtung, so gelangt man zur Universität.

## Freizeitmöglichkeiten
Am Weiher kann geangelt werden.